# Азијаго
Азијаго (итал. Asiago) је насеље у Италији у округу Виченца, региону Венето.
Према процени из 2011. у насељу је живело 3708 становника. Насеље се налази на надморској висини од 1000 м.

## Становништво
Према резултатима пописа становништва 2011. у општини је живело 6.391 становника.
| 1931. | 1936. | 1951. | 1961. | 1971. | 1981. | 1991. | 2001. | 2011. |
| ----- | ----- | ----- | ----- | ----- | ----- | ----- | ----- | ----- |
| 6.149 | 6.318 | 6.881 | 6.492 | 6.727 | 6.872 | 6.572 | 6.509 | 6.391 |

## Партнерски градови
- Синаи
- Новента Вичентина
- Темпио Паузанија